# Sambreville
Sambrevillelà một đô thị ở tỉnh Namur. Tại thời điểm ngày 1 tháng 1 năm 2006 Sambreville có dân số 26.949 người. Tổng diện tích là 34,20 km² với mật độ dân số là 788 người trên mỗi km².
Các khu dân cư:
- Arsimont
- Auvelais
- Falisolle
- Keumiée
- Moignelée
- Tamines
- Velaine